# Пик БАМ
Пик БАМ — высшая точка горного хребта Кодар (3072 м) на Становом нагорье в Забайкальском крае, является наивысшей точкой этого края. Вершина названа в честь первых изыскателей трассы Байкало-Амурской магистрали.
Пик расположен в коротком отроге в 1 км к востоку от главного водораздельного хребта, в верховьях реки Бюрокан. Впервые покорён в 1963 году группой альпинистов из Читы, в числе которых был известный впоследствии путешественник А.И. Кузьминых. Ныне существуют маршруты до шестой категории трудности.